# Liste der Naturdenkmale in Kernen im Remstal
| Naturdenkmale | Anzahl |
| ------------- | ------ |
| FND           | 18     |
| END           | 2      |
| Gesamt        | 20     |

Die Liste der Naturdenkmale in Kernen im Remstal nennt die verordneten Naturdenkmale (ND) der im baden-württembergischen Rems-Murr-Kreis liegenden Gemeinde Kernen im Remstal. In Kernen gibt es insgesamt 20 als Naturdenkmal geschützte Objekte, davon 18 flächenhafte Naturdenkmale (FND) und zwei Einzelgebilde-Naturdenkmal (END). Zwei Denkmale befinden sich direkt auf der Gemarkungsgrenze zu Weinstadt.
Stand: 20. April 2022.

## Flächenhafte Naturdenkmale (FND)
| Name                                             | Bild | Kennung     | Einzelheiten | Position | Fläche Hektar | Datum         |
| ------------------------------------------------ | ---- | ----------- | --- | -------- | ------------- | ------------- |
| Alte Mauerreste beim sog. Bruderhaus             |      | 81190930014 | Kernen im Remstal, Stetten War einst eine Einsiedelei der Stettener Wiedertäufer. | ⊙        | 0,2           | 30. Juli 1974 |
| Aussichtspunkt "Sieben Linden"                   |      | 81190930010 | Kernen im Remstal, Stetten Aussichtspunkt oberhalb der Yburg. Der Gemeinderat von Kernen hat beschlossen dort einen Aussichtssteg zu errichten. Die Baupläne dazu stammen aus dem Büro von Jörg Schlaich. Der Bau des Steges wurde durch ein Bürgerentscheid vom 27. November 2016 abgelehnt. | ⊙        | 0,8           | 30. Juli 1974 |
| Beibach mit Teich und Feuchtflächen              |      | 81190930016 | Kernen im Remstal, Rommelshausen | ⊙        | 1,0           | 13. Nov. 1992 |
| Ehemaliger Schilfsandsteinbruch                  |      | 81190930008 | Kernen im Remstal, Stetten | ⊙        | 1,0           | 31. Dez. 1986 |
| Ehemaliger Steinbruch                            |      | 81190930018 | Kernen im Remstal, Stetten | ⊙        | 0,3           | 13. Nov. 1992 |
| Feuchtfläche mit Weiden                          |      | 81190930009 | Kernen im Remstal, Stetten, Weinstadt | ⊙        | 0,2           | 31. Dez. 1986 |
| Feuchtflächen u.Gehölze im Gebiet der Hartwiesen |      | 81190930004 | Kernen im Remstal, Stetten | ⊙        | 0,6           | 31. Dez. 1986 |
| Feuchtwiesen mit alter Kopfweide                 |      | 81190930003 | Kernen im Remstal, Rommelshausen | ⊙        | 0,6           | 13. Nov. 1992 |
| Magere Böschung mit Gehölzen                     |      | 81190930020 | Kernen im Remstal, Stetten | ⊙        | 0,2           | 13. Nov. 1992 |
| Magerrasen mit Gehölz                            |      | 81190930019 | Kernen im Remstal, Stetten | ⊙        | 0,2           | 13. Nov. 1992 |
| Quellteich im Beibachtal                         |      | 81190930001 | Kernen im Remstal, Rommelshausen | ⊙        | 0,1           | 31. Dez. 1986 |
| Steppenheidefläche über den Weinbergen           |      | 81190930005 | Kernen im Remstal, Rommelshausen | ⊙        | 0,2           | 31. Dez. 1986 |
| Steppenheidegesellschaften in den Raubern        |      | 81190930021 | Kernen im Remstal, Stetten | ⊙        | 0,6           | 13. Nov. 1992 |
| Steppenheidehang an der Gehrenhalde              |      | 81190930006 | Kernen im Remstal, Stetten | ⊙        | 0,9           | 31. Dez. 1986 |
| Steudlesklinge                                   |      | 81190930012 | Kernen im Remstal, Stetten | ⊙        | 3,9           | 30. Juli 1974 |
| Sumpfgebiet am Haldenbach                        |      | 81190930007 | Kernen im Remstal, Stetten Wird auch Jägersumpf genannt. | ⊙        | 0,4           | 31. Dez. 1986 |
| Waldrand und Wiesen am Kammerforst               |      | 81190930017 | Kernen im Remstal, Stetten | ⊙        | 0,6           | 13. Nov. 1992 |
| 1 Stieleiche mit Umgebung auf dem Katzenkopf     |      | 81190930011 | Kernen im Remstal, Stetten | ⊙        | 0,3           | 13. Nov. 1992 |
| Legende für Naturdenkmal                         |      |             | |          |               |               |

## Einzelgebilde (END)
| Name                     | Bild | Kennung     | Einzelheiten                          | Position | Fläche Hektar | Datum         |
| ------------------------ | ---- | ----------- | ------------------------------------- | -------- | ------------- | ------------- |
| 1 Eiche                  |      | 81190930015 | Kernen im Remstal, Stetten            | ⊙        | 0             | 23. Aug. 1979 |
| Fünf Pyramidenpappeln    |      | 81190910014 | Kernen im Remstal, Stetten, Weinstadt | ⊙        | 0,0           | 13. Nov. 1992 |
| Legende für Naturdenkmal |      |             |                                       |          |               |               |